# Pseudomyrmex ferrugineus
Pseudomyrmex ferrugineus es una especie de hormiga del género Pseudomyrmex, subfamilia Pseudomyrmecinae. Fue descrita por Smith en 1877.
Son de color naranja parduzco. Miden 3 mm.  Son arbóreas. Viven en simbiosis con la acacia Acacia cornigera. Se encuentran en América central.